# SCIM
SCIM Constanța (Societatea de Construcții, Instalații, Montaj Constanța) este una dintre importantele companii de construcții din Constanța.
Societatea este alcătuită din șantiere de construcții, instalații sanitare termice și electrice, o secție de construcții și confecții metalice.
Compania execută construcții industriale, sedii administrative, lucrări hidrotehnice, lucrări sociale, blocuri de locuințe, construcții agro-zootehnice, etc.
Principalii acționari ai companiei sunt SIF Transilvania cu 21,33%, Bogdan Anastasiu cu 24% și Stelian Fottu cu 7,16%.
Titlurile companiei sunt listate la categoria de bază a pieței Rasdaq, la secțiunea XMBS, sub simbolul SCIM.
Cifra de afaceri în 2006: 24,9 milioane lei (7,37 milioane euro)